# 6857 Castelli
6857 Castelli è un asteroide della fascia principale. Scoperto nel 1990, presenta un'orbita caratterizzata da un semiasse maggiore pari a 2,3128568 UA e da un'eccentricità di 0,1964484, inclinata di 9,20092° rispetto all'eclittica.